# José Caetano de Faria
José Caetano de Faria (Rio de Janeiro, 21 de março de 1855 — Rio de Janeiro, 17 de agosto de 1936) foi um marechal brasileiro, que exerceu o cargo de Ministro da Guerra durante o Governo Venceslau Brás.

## Carreira Militar
Ingressou na Escola Militar da Praia Vermelha em janeiro de 1868. Em 1871, seguiu para o Paraguai integrando as tropas de ocupação que, após o término da Guerra da Tríplice Aliança, permaneceram naquele país até 1874.

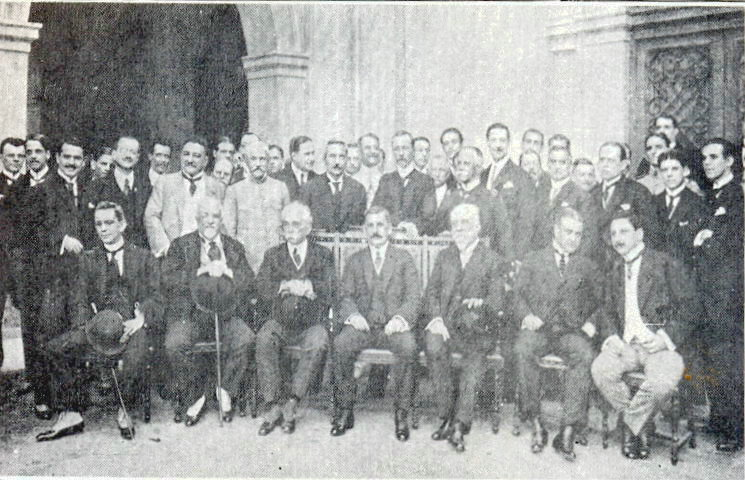
Venceslau Brás e parte de seu ministério

Ao retornar, foi promovido a alferes em 1875, a tenente em 1878, a capitão em 1884 e a major em 1891. Ainda em 1891, assumiu o comando do 1º Regimento de Cavalaria, no Rio de Janeiro, então Distrito Federal. Em seguida, comandou o Regimento Policial do Distrito Federal de 1892 a 1896, tendo sido promovido a tenente-coronel em 1894. Em 1902, foi promovido a coronel, e em 1905 a general-de-brigada.
Eleito presidente do Clube Militar em 1908, em 1910 foi promovido a general-de-divisão. Comandou a 1ª Região Militar, de 21 de janeiro de 1909 a 25 de novembro de 1910.
Com a ascensão do marechal Hermes da Fonseca à Presidência da República, foi nomeado chefe do Estado-Maior do Exército, onde permaneceu entre 30 de novembro de 1910 e 16 de novembro de 1914.
Ainda em 1910, foi reeleito presidente do Clube Militar para o biênio 1910-1912. Data dessa época a intensificação de seus contatos com o grupo de jovens oficiais que estagiaram na Alemanha entre 1906 e 1912, como Estevão Leitão de Carvalho, Bertoldo Klinger e Euclides Figueiredo. Eles haviam retornado ao Brasil dispostos a promover uma campanha de modernização do Exército Brasileiro. Em 1913, surgiu a revista A Defesa Nacional, publicada por seus membros, conhecidos como “jovens turcos” numa alusão ao movimento ativo no processo de modernização da Turquia naquela época.
Já no segundo número da revista, o general Caetano de Faria iniciou sua colaboração assinando a coluna intitulada “Atualidade Militar”. Nela, apresentava propostas de remodelação e aperfeiçoamento do Exército que em quase tudo concordavam com as teses defendidas pelos “jovens turcos”, principalmente a instituição do serviço militar obrigatório, a redistribuição das tropas pelo território nacional, o reaparelhamento do Exército e a reforma do orçamento do Ministério da Guerra.
Durante o governo de Venceslau Brás, foi Ministro da Guerra, de 15 de novembro de 1914 a 15 de novembro de 1918. Assumindo a pasta com o apoio dos “jovens turcos”, especialmente do grupo responsável pela revista A Defesa Nacional, escolheu um dos membros de sua redação, o tenente Estevão Leitão de Carvalho, para oficial-de-gabinete. Sua gestão iria promover muitas das reformas pretendidas, principalmente a mudança do sistema de serviço militar.
Já em 1908, havia sido promulgada a Lei nº 1.860, que instituía o alistamento militar obrigatório e os sorteios militares, com a finalidade de trazer para o Exército elementos de todas as classes sociais, pois até então prestavam serviço militar em suas fileiras apenas os jovens egressos das classes menos favorecidas. Os mais ricos cumpriam o serviço militar na Guarda Nacional, organização criada em 1831 para substituir as milícias locais e que na época se encontrava em franca decadência como corporação militar. Entretanto, a Lei nº 1.860 nunca havia sido cumprida.
Após dedicar o primeiro ano de sua permanência como titular da pasta da Guerra à remodelação do Exército, redistribuindo as grandes unidades pelo território nacional e cuidando da renovação do equipamento, Caetano de Faria voltou-se para a questão do serviço militar. Para a organização do serviço de recrutamento, era importante a promoção de uma campanha que criasse um clima favorável junto à opinião pública. Essa campanha foi iniciada pelo poeta Olavo Bilac ainda em 1915, indo resultar na criação da Liga da Defesa Nacional em 1917.
O primeiro sorteio dos cidadãos alistados para o serviço militar ocorreu em 1916, ano em que Caetano de Faria foi promovido ao posto de marechal. Concorreu para o sucesso da implantação do novo sistema o rompimento de relações com o Império alemão e a perspectiva de entrada do Brasil na Primeira Guerra Mundial, o que atraiu grande número de jovens para a preparação militar. Em 1918, como consequência dessas mudanças, foi extinta a Guarda Nacional.
Além desse programa de reformas, na gestão de Caetano de Faria foi criado o campo de manobras de Gericinó, e o 1º Distrito de Artilharia da Costa. Foram dados ainda os primeiros passos para a criação da Aviação Militar e do Serviço Geográfico Militar.
Em 1918 autorizou a execução de um concurso para instrutor da Escola Militar do Realengo. Os aprovados nesse concurso ficaram conhecidos como "Missão Indígena" e profissionalizaram fortemente a formação de oficiais do Exército, com inspiração no que haviam aprendido no Exército Prussiano. Durante seu mandato no Ministério foi contrário à instalação de uma missão militar estrangeira no Brasil. Seus sucessores autorizaram a vinda da Missão Militar Francesa, que trabalhou no país de 1920 a 1940.
Caetano de Faria deixou o Ministério da Guerra com o fim do governo de Venceslau Brás, em novembro de 1918. Em junho do ano seguinte foi nomeado ministro do Superior Tribunal Militar, onde permaneceu de 2 de julho de 1919 a 28 de julho de 1934. Em dezembro de 1920, foi eleito presidente do tribunal, permanecendo no cargo até dezembro de 1922. Vice-presidente no biênio 1923-1924, retornou à presidência em 1925-1926, sendo novamente eleito vice-presidente para o biênio 1927-1928.
Com a renúncia do presidente do STM, ministro Feliciano Mendes de Morais, em junho de 1927, assumiu novamente a presidência do tribunal e nela permaneceu até 1934, tendo sido reeleito em 1928, 1931 e 1932. No dia 17 de julho de 1934, em decorrência dos limites impostos pela nova Constituição à idade dos juízes em exercício, passou o cargo de presidente do STM a seu substituto legal, o almirante Pedro de Frontin. No dia 28 do mesmo mês, foi aposentado compulsoriamente.

## Homenagem
Em sua homenagem, o Regimento de Cavalaria da Polícia Militar do então Distrito Federal passou a chamar-se Regimento Caetano de Faria.